# البرية (الرياض)
قرية البرية هي إحدى القرى التابعة لمركز الرياض في محافظة كفر الشيخ في جمهورية مصر العربية. حسب إحصاءات سنة 2006، بلغ إجمالي السكان في البرية 4753 نسمة، منهم 2355 رجل و2398 امرأة.